# Amminoglicoside N6'-acetiltransferasi
La amminoglicoside N6'-acetiltransferasi è un enzima appartenente alla classe delle transferasi, che catalizza la seguente reazione:
acetil-CoA + kanamicina-B ⇄ CoA + N6'-acetilkanamicina-B
Gli antibiotici kanamicina A, kanamicina B, neomicina, gentamicina C1a, gentamicina C2 e sisomicina sono substrati. Gli antibiotici gentamicina, tobramicina e neomicina, ma non la paromomicina, possono agire anche come accettori. Il gruppo 6-amminico dell'anello della purpurosamina è acetilato.